# دوري تونغا لكرة القدم 2015
دوري تونغا لكرة القدم 2015 هو موسم من دوري تونغا لكرة القدم. فاز فيه Veitongo FC ‏.